# 1797年ジョン・アダムズ大統領就任式
第2代アメリカ合衆国大統領のジョン・アダムズの就任式は、1797年3月4日土曜日にペンシルベニア州フィラデルフィアのコングレス・ホールの下院議場で行われた。これは3回目となる大統領就任式であり、大統領としてのアダムズと副大統領としてのトーマス・ジェファーソンの唯一の任期の始まりとなった。アダムズの大統領就任宣誓は最高裁判所長官のオリバー・エルスワースにより執り行われた。最高裁判所長官が宣誓挙行者を務めたのはこれが初めてのことである。